# Леслі Гаммонд
Леслі Гаммонд (4 березня 1905 — 26 червня 1955) — індійський хокеїст на траві.
Олімпійський чемпіон 1928, 1932 років.